# Ziekenhuis Bernhoven
Bernhoven is een algemeen regionaal ziekenhuis te Uden in Noordoost-Brabant. Het ziekenhuis is ontstaan uit een fusie van het Sint-Anna Ziekenhuis te Oss en het Sint-Joseph Ziekenhuis te Veghel. Op 30 maart 2013 is het ziekenhuis verhuisd naar Uden. Op het voormalig ziekenhuisterrein te Oss is een vestiging gebleven om de patiënten daar in eigen regio poliklinische zorg te kunnen blijven bieden.

## Medische zorg en verpleging in Noordoost-Brabant
De voorgeschiedenis van Bernhoven ligt in de plaatsen Oss en Veghel. De twee ziekenhuizen daar hadden gedurende de 20e eeuw een groot aandeel in de medische zorg voor de regio Oost-Brabant. Beide ziekenhuizen ontstonden eind negentiende eeuw vanuit het liefdadigheidswerk van organisaties van kloosterzusters dat al voor het midden van de eeuw op gang was gekomen. In Oss was dat de congregatie van de zusters van liefde en in Veghel die van de Franciscanessen der Onbevlekte Ontvangenis van de Heilige Moeder Gods.
Aanvankelijk draaide de verleende zorg vooral om het voeden, laven, schoonhouden en geestelijk bijstaan van arme behoeftigen. Tegen het einde van de negentiende eeuw kwamen er via de zusters mogelijkheden tot verpleging en medische behandeling bij ziekte voor de inwoners van Oss en Veghel en omgeving.

### Sint-Anna Ziekenhuis te Oss
In 1839 werd te Oss door de zusters van liefde uit Tilburg de eerste aanzet gegeven tot het verzorgen van hulpbehoevenden. Zij vestigen zich eerst in de Peperstraat en later in de Arendsvlucht, die werd omgedoopt in Begijnenstraat. In het Sint-Leonardsgesticht begonnen ze met de verzorging van zieke oude mannen. Het Sint-Anna Ziekenhuis ontstond in 1913, toen het Osse klooster werd uitgebreid met een ziekenhuisgedeelte. De bouw van deze zorginstelling was mede mogelijk door de schenking van 17.000 gulden door mejuffrouw Anna Vos de Wael. Tot het begin van de jaren zestig was het ziekenhuis gevestigd aan de Begijnenstraat, maar veroudering en gebrek aan capaciteit maakte nieuwbouw noodzakelijk. Het ziekenhuis van Oss groeide uit tot regionaal ziekenhuis. In 1961 verhuisde de instelling naar de Joannes Zwijsenlaan, waar het ziekenhuis in de later gebouwde wijk Ruwaard kwam te liggen.

### Sint-Joseph Ziekenhuis te Veghel

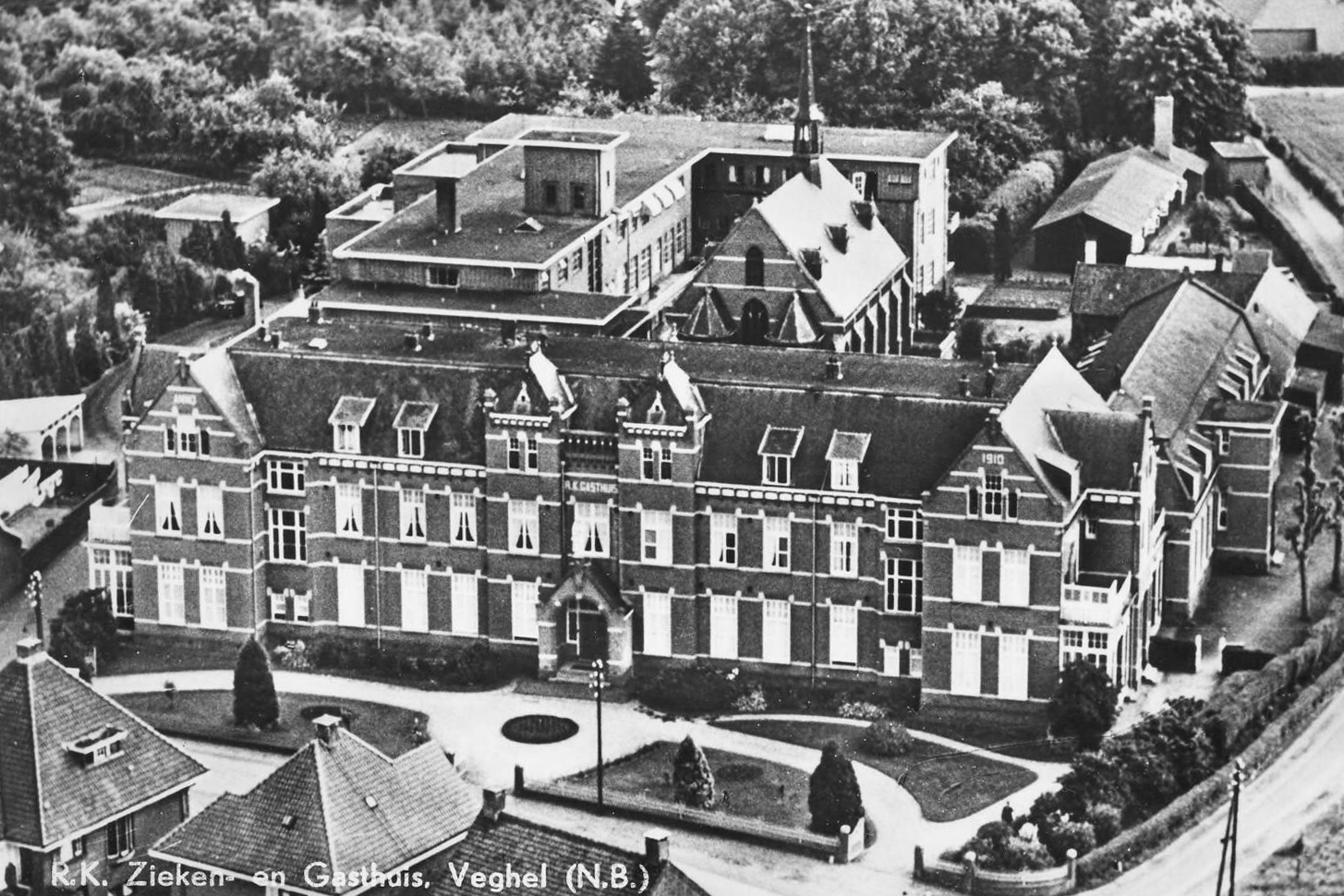
Sint-Joseph Ziekenhuis in Veghel omstreeks 1950

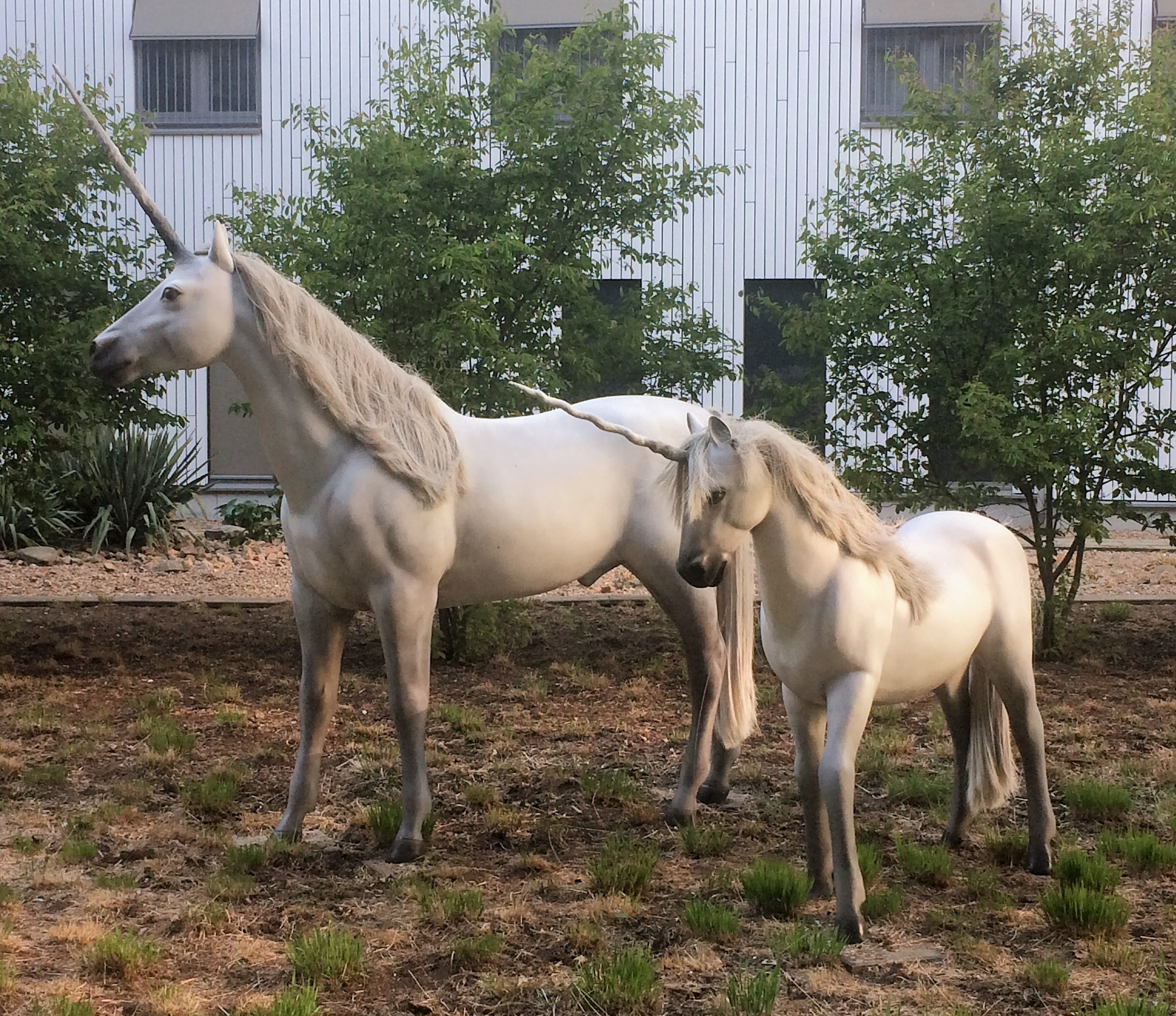
Eenhoorns op de binnenplaats van Ziekenhuis Bernhoven

In het in 1844 door deken Van Miert opgerichte Veghelse Franciscanessenklooster werd in 1845 begonnen met de verzorging van arme en hulpbehoevende vrouwen. Hier kwam later het Rochusgesticht bij 'ter verzorging van lijders aan besmettelijke ziekten'. Deze instellingen waren de voorlopers van het Sint-Joseph Ziekenhuis. Dat werd in 1900 gebouwd op een stuk grond aan het Middegaal (de huidige Gasthuisstraat), dat al in 1870 aangekocht was. Met de bouw van het Sint Joseph Gesticht had Veghel een eigen ziekenhuis, dat later ook een regionale functie kreeg. Gedurende de Eerste Wereldoorlog werden hier veel Belgische vluchtelingen en militairen verzorgd. In 1935 volgde de eerste grote aanbouw en in de jaren 1980-1990 vond een algehele vernieuwbouw van het ziekenhuiscomplex plaats.
Onder meer Henk Heithuis werd in het Sint-Joseph Ziekenhuis gecastreerd.

### Ziekenhuis Bernhoven te Uden
Op 1 januari 2000 gingen de ziekenhuizen in Oss en Veghel op in een organisatie die 'Bernhoven' werd genoemd. Beide vestigingen bleven tot 2013 bestaan. In dat jaar kwam nieuwbouw in Uden gereed. De voor de regio enigszins vreemd klinkende naam Bernhoven duidt op rivieren of waterlopen. Toepasselijk voor een regio die begrensd wordt door de Maas in het noorden en de Aa in het zuidwesten. Hoven legt een link met het voormalige agrarische karakter van de regio. Het woord verwijst bovendien naar een omheinde ruimte waarbinnen men zich veilig kan voelen en naar hoffelijkheid en zorg.

## Plaats van vestiging
Terwijl Oss en Veghel de mogelijkheden bekeken voor vestiging van nieuwbouw van het fusieziekenhuis in hun gemeente kwam de naburige gemeente Uden naar voren als alternatief. Er volgden emotionele debatten en discussies over de meest efficiënte plek van vestiging. Uiteindelijk koos Bernhoven voor vestiging in Uden. Deze plaats ligt in het midden van de regio Oss-Veghel. Zowel in Veghel als in Oss volgden breed gedragen acties voor het behoud van hun ziekenhuizen. Uiteindelijk bleek met name Veghel zich te verzoenen met een vertrek van het ziekenhuis. De beslissing om te vestigen in Uden werd uiteindelijk in Veghel vanwege de nabijheid van die plaats waarmee het de stedelijke regio Uden-Veghel vormt gemakkelijker geaccepteerd.
In Oss was men ernstig teleurgesteld. De 90.000 inwoners verloren een belangrijke instelling voor klinische medische zorg in hun directe omgeving. Het is anno 2012 een van de weinige middelgrote steden in Nederland zonder ziekenhuis. Wel bleef er in Oss een poliklinisch medisch zorgaanbod. Deze polikliniek maakt deel uit van het in april 2016 in gebruik genomen gezondheidscentrum Plein Zwanenberg. Uit een reconstructie van het proces om te komen tot een nieuw ziekenhuis bleek in 2009 dat vanaf het begin vastlag dat het streekziekenhuis in Uden zou komen.

## Desinfecteermachines
In 2007 bleek Bernhoven ernstig nalatig en slordig te zijn geweest met betrekking tot desinfectie. Het ziekenhuis had in juli in Veghel en in augustus van dat jaar in Oss nieuwe desinfecteermachines in gebruik genomen. Het bleek dat niet gegarandeerd was dat slangen die gebruikt waren bij scopieën steriel waren na reiniging met de nieuwe desinfecteermachines. Ongeveer 500 patiënten die onderzocht waren met behulp van de slangen die in deze machines waren gereinigd moesten worden gecontroleerd op besmetting met hiv, hepatitis B en hepatitis C. In oktober 2007 werd bekendgemaakt dat het overgrote deel van de patiënten van Bernhoven niet was besmet. Van de overige patiënten werd in februari 2008 het bloed nogmaals onderzocht; niemand bleek besmet te zijn. In 2008 concludeerde de Inspectie voor de Gezondheidszorg dat niet alleen producent Steris en leverancier Sanamij steken hadden laten vallen, maar ook het ziekenhuis. Het kwaliteitsbeleid van het ziekenhuis werd als "niet geborgd" bestempeld en Bernhoven werd "slordigheid" verweten.

## Berne Kliniek
Dermatologen en plastisch chirurgen bieden in het ziekenhuis niet door de zorgverzekering vergoede behandelingen aan onder de naam 'Berne Kliniek'.

## Trivia
In de locatie Oss worden opnamen gemaakt voor het EO programma Ingang Oost.